# Република-2
„Република-2“ е малък квартал на град София, България, разположен в район „Връбница“, на 9,4 километра северозападно от центъра на града.
Намира се югозападно от булевард „Европа“ и е ограден от невключени в определен квартал територии, които в началото на XXI век активно се застрояват с търговски и промишлени сгради.